# Caloptilia cyanoxantha
Caloptilia cyanoxantha är en fjärilsart som först beskrevs av Edward Meyrick 1920.  Caloptilia cyanoxantha ingår i släktet Caloptilia och familjen styltmalar. Inga underarter finns listade i Catalogue of Life.